# Pindakaas
Pindakaas is een voedingsmiddel gemaakt van zeer fijn gemalen pinda's. Pindakaas, in de huidige smeerbare vorm, komt oorspronkelijk uit Montréal (Canada), waar het in 1884 ontwikkeld werd door Marcellus Edson, ten tijde van een overschot in de productie van pinda's. Pindakaas was het bijproduct van pindaolie. De smeerbare variant werd in 1893 uitgevonden door de Amerikaan John Harvey Kellogg.
Pindakaas is met name populair als broodbeleg in de Verenigde Staten, Canada, het Verenigd Koninkrijk en Nederland en in mindere mate in Suriname (vooral een scherpere variant) en Duitsland.
In de Verenigde Staten moet pindakaas wettelijk ten minste 90% pinda's bevatten. Het is er bovendien wettelijk verboden kunstmatige zoetmakers, kleur- en conserveringsmiddelen aan de pindakaas toe te voegen. De meeste soorten bevatten ook zout en suiker om aan de smaak van de gemiddelde consument tegemoet te komen, hoewel ook reform- en andere varianten zonder toevoegingen worden verkocht.
Naast pindakaas voor menselijke consumptie is er ook pindakaas zonder zout voor vogels.

## Naamgeving
In het Engels heet pindakaas peanut butter, letterlijk vertaald "pindaboter". Ook in veel andere talen is er sprake van een samenstelling van het woord voor "pinda" en "boter" of "crème", zoals het Franse woord beurre de cacahuètes, het Zweedse woord jordnötssmör en het Afrikaanse woord grondboontjiebotter. Alleen in het Nederlands wordt het woord "kaas" gebruikt. 
Een mogelijke verklaring voor de oorsprong van de term "pindakaas" luidt dat het een 18e-eeuwse verduitsing kan zijn geweest van een Surinaams gerecht, pindadokun. C.L. Schumann vertaalde namelijk in zijn handgeschreven Neger-Englisches Wörterbuch uit 1783 "pinda-dokunnu" als "Pinda-Käse". Pindadokun heeft weliswaar een andere samenstelling dan de latere, smeerbare, pindakaas. Het ging om een blokvormige massa gestampte pinda's, waarvan, net als bij kaas, plakken werden afgesneden. In 1872 werd het woord pindakaas gebruikt in de uitvoerstatistieken, zoals afgedrukt in drie Surinaamse kranten. Aangezien meer bepaald wordt gesproken van "4 flesschen pindakaas" zal dit een smeerbare vorm zijn geweest.
Toen "peanut butter" in 1948 in Nederland door Calvé op de markt werd gebracht, gebeurde dit onder de naam "pindakaas". Doorslaggevend hierbij was de Nederlandse Boterwet. Die wet beoogde namelijk concurrentievervalsing door margarinefabrikanten tegen te gaan, zodat een product waarin geen zuivel verwerkt werd niet als "boter" mocht worden aangeprezen. Vier jaar eerder, in 1944, was er al een "pindakaasbedrijf aan huis" van start gegaan. Oprichter was de Surinaamse bakker Harry Bharos, die toen zelf in loondienst was van een bakkerij. In 1952 had hij zijn eigen echte pindakaasbedrijf in Paramaribo, en Bharos Pindakaas was beschikbaar op de Surinaamse markt in diverse soorten en smaken.

## Gezondheid
Pindakaas is rijk aan plantaardige vetten en eiwitten, vitamines B1, B3 (niacine), linolzuur, inositol en resveratrol. Ook is vitamine E in hoge mate vertegenwoordigd.
Pindakaas is soms verontreinigd met het zeer giftige aflatoxine, als gevolg van de schimmel Aspergillus flavus die op pinda's groeit. De Nederlandse Voedsel- en Warenautoriteit keurt de geïmporteerde pinda's en treedt op als deze vanaf 2,9 microgram aflatoxine B1 per kilo bevatten. In Nederland geproduceerde pindakaas werd in het jaar 2004 door het RIVM als veilig beoordeeld. In hetzelfde onderzoek bleken geïmporteerde potten wel te veel aflatoxine te bevatten.
Personen die lijden aan pinda-allergie kunnen van het eten van pindakaas allergische reacties krijgen.
Bij veel merken wordt om commerciële redenen de bij het malen van de pinda's vrijgekomen olie onttrokken en vervangen door het veel goedkopere "gedeeltelijk gehard vet" of "gedeeltelijk gehydrogeneerde plantaardige olie" (transvet), zoals palmolie. Hieraan kleven echter wel gezondheidsrisico's. De pindaolie wordt daarna los verkocht onder de naam 'arachideolie'.
Er is ook pindakaas beschikbaar van 100% pinda's. Hier worden geen hulp- en smaakstoffen aan toegevoegd. Dergelijke pindakaas wordt als gezond beschouwd.
Toevoegingen aan de pindakaas zijn veelal zout en (riet)suiker of dextrose. Ook zijn er soorten waarin grovere stukjes pinda zijn verwerkt.

## Toepassingen

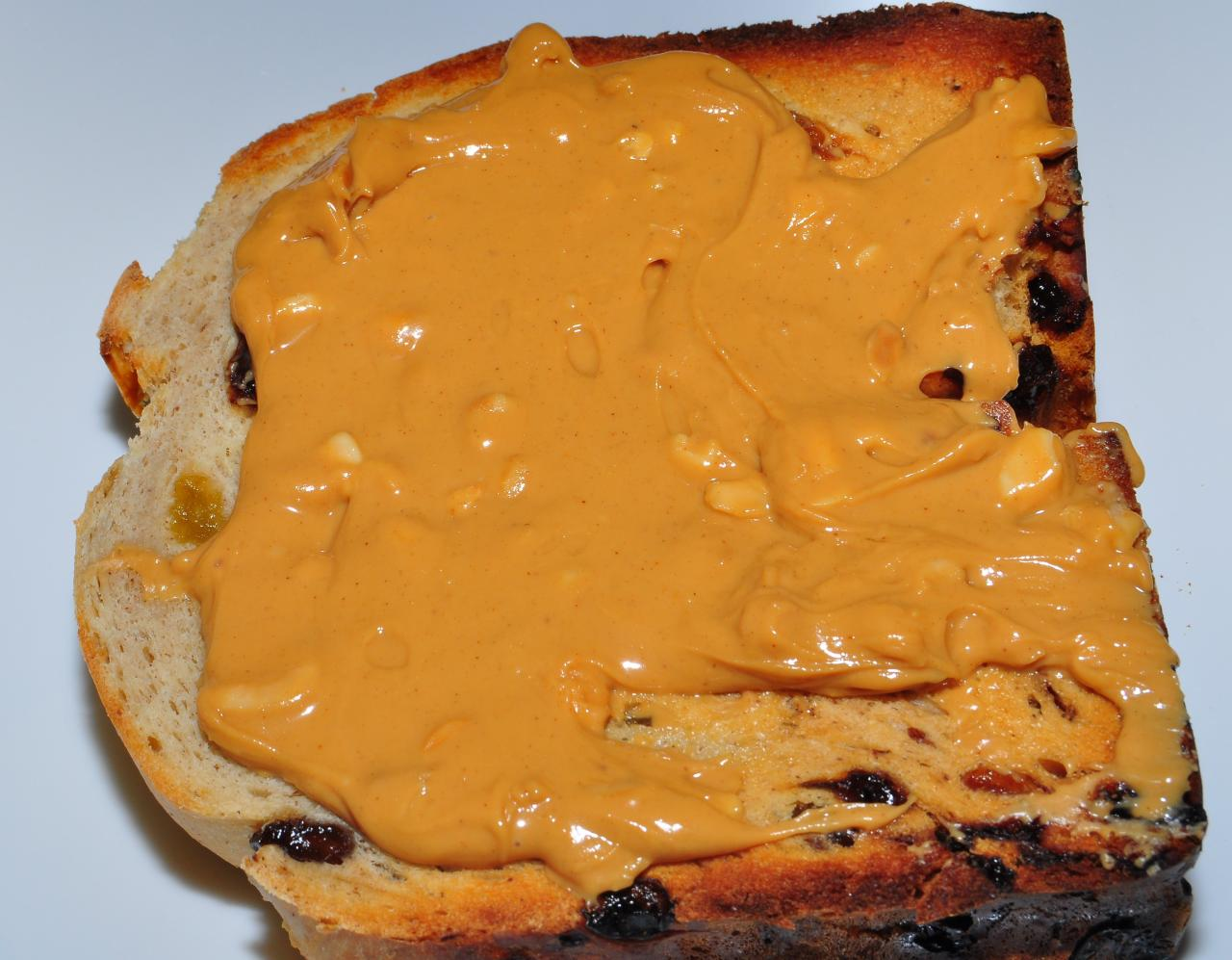
Pindakaas op krentenbrood

Pindakaas wordt in Nederland meestal op brood gegeten, soms in combinatie met ander beleg, zoals hagelslag of suiker. Pindakaas kan ook de basis vormen voor een vorm van satésaus, de pindasaus. De pindakaas wordt daartoe gemengd met melk, sambal, sojasaus, zout, suiker en eventueel ui of andere kruiden. Al roerend wordt de saus opgewarmd tot hij net niet kookt. Een andere toepassing van pindakaas is in pindasoep.
In de Verenigde Staten en Canada is de nationale sandwich een dubbele boterham met pindakaas en gelei (peanut butter and jelly; de laatste is in praktijk vaak jam). Pindakaas wordt daar ook veelvuldig gebruikt als vulling in bonbons of andere snoepjes. Een andere populaire variant is de peanut butter, banana and bacon sandwich, ook wel de Elvis sandwich genoemd omdat dit het favoriete broodbeleg was van Elvis Presley.
In de eenentwintigste eeuw werd pindakaas voor vogels een hype in tuinen. Pimpelmezen, koolmezen en vinken houden ervan. Om te voorkomen dat de vogels te veel zout binnenkrijgen wordt een speciale pindakaas gemaakt.
In mei 2016 werd een rattenplaag in een wijk in Nijmegen succesvol bestreden met pindakaas als lokaas in de vallen.

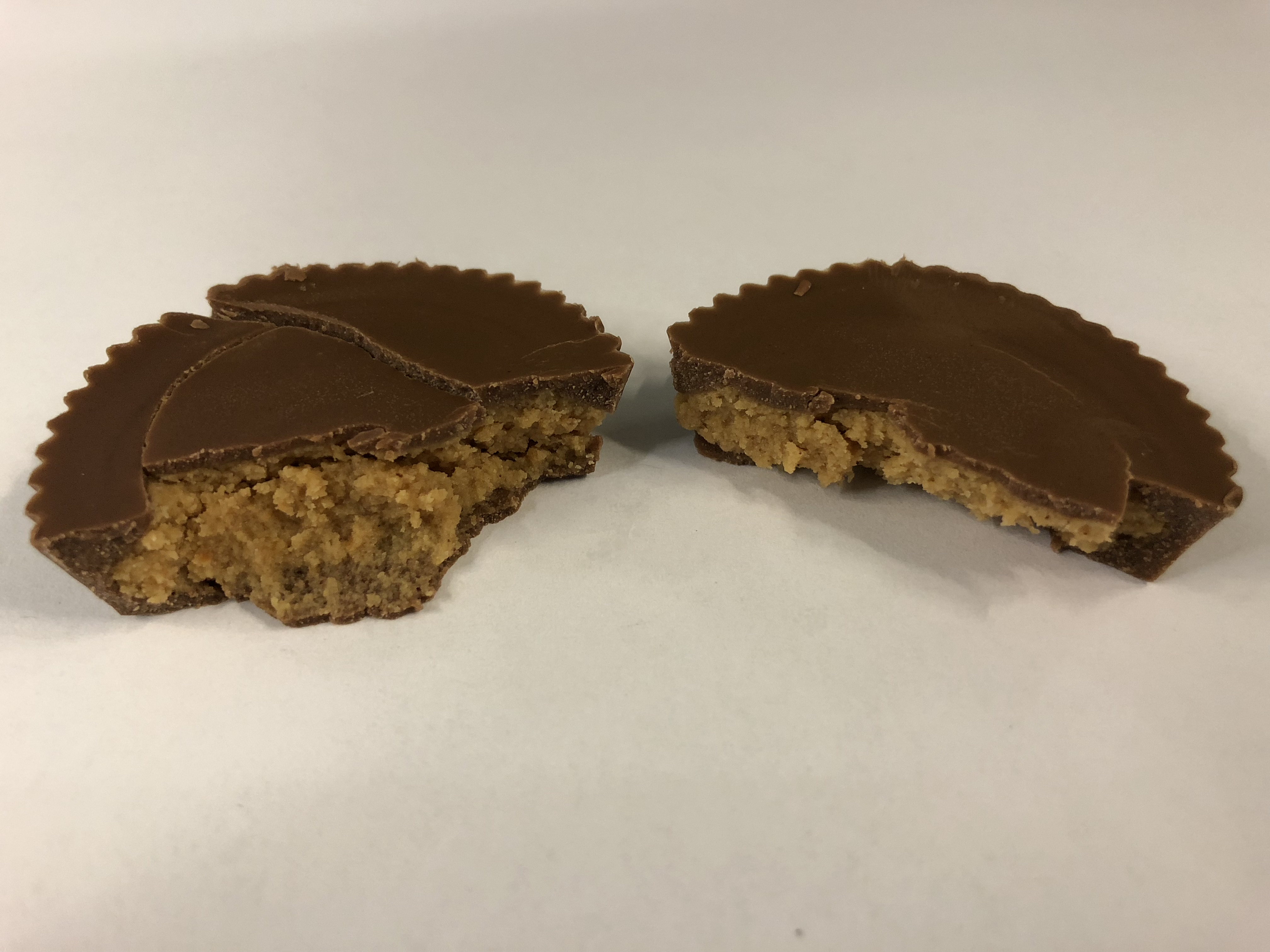
Reese's Milk Chocolate Peanut Butter Cup

Onder andere de Amerikaanse firma Hershey's maakt chocolade gevuld met pindakaas, met de merknaam Reese's. 

## Verpakking
Pindakaas wordt meestal in transparante, glazen potten verkocht, maar soms ook in tubes.

## Wetenswaardigheden
- In 1962 maakte kunstenaar Wim T. Schippers het werk de Pindakaasvloer.
- In Nederland bestaan sinds 2016 monowinkels die alleen pindakaas verkopen met de naam Pindakaaswinkel.[17]. Daar worden allerlei varianten verkocht met zoete en hartige toevoegingen, zoals chocolade of gebakken uitjes.